# Торонталь
Торонталь (венг. Torontál, нем. Torontal) или Торонтал (серб. Торонтал, рум. Torontal) — один из комитатов Венгерского королевства. Существовал с XIV века до 1920 года (с перерывами).
Административным центром комитата был Надьбечкерек.

## География
Комитат Торонталь находился в исторической области Банат. Граничил с Королевством Сербия и венгерскими комитатами Серем, Бач-Бодрог, Чонград, Чанад, Арад и Темеш (первый комитат входил в состав Хорватии-Славонии). Южной гранцей комитата был Дунай, западной — Тиса, северной — Марош.

## История
Комитат был образован не позднее XV века и он просуществовал до захвата этой территории Османской империей в 1552 году; административным центром комитата была Арача. Во время османского правления эта территория была включена в Темешварский эялет. После того, как Банат был захвачен монархией Габсбургов в 1718 году, этот район был включен в Темешварский банат. Эта провинция была упразднена в 1778 году и вошла в состав Королевской Венгрии, и в 1779 году комитат был восстановлен с центром в Надьбечкереке. В 1807—1820 годах центр был временно перенесен в Надьсентмиклош из-за большого пожара в Надьбечкереке.
В 1848/1849 году территория комитата вошла в состав Сербской Воеводины, а между 1849 и 1860 годами она была частью австрийской провинции Воеводство Сербия и Темешварский банат, отдельной австрийской короны. После 1853 г. комитат не существовал, так как воеводство было разделено на округа. После того, как в 1860 году воеводство было упразднено, территория снова была включена в состав Габсбургской Венгрии, а в январе 1861 года комитат был воссоздан.
В 1918 году комитат стал частью новообразованной Республики Банат, а затем частью региона Банат, Бачка и Баранья Королевства Сербия, которое впоследствии стало частью недавно образованного Королевства сербов, хорватов и словенцев (позже переименованного в Югославию). По Трианонскому договору 1920 года территория комитата была разделена между Королевством сербов, хорватов и словенцев, Румынией и Венгрией. Большая часть Торонталя была отнесена к Королевству сербов, хорватов и словенцев (которое позже стало Югославией). Северо-восточная часть комитата была передана Румынии, а крайняя северная часть комитата (небольшая территория к югу от Сегеда, Кишзомбора и 8 окрестных деревень) была передана Венгрии и стала частью вновь образованного комитата Чанад-Арад-Торонталь в 1923 году.
Часть комитата Торонталь, отошедшая к Югославии, в настоящее время является частью автономного края Воеводина Сербии (за исключением небольшой части около Белграда, которая является частью округа Белград). Румынская часть в настоящее время является частью уезда Тимиш (с 1919 по 1950 год назвылся Тимиш-Торонтал). Оставшаяся в Венгрии часть комитата вошла в район Торонтал объединённого комитата Чанад, Арад и Торонталь; сейчас эта территория является частью уезда Чонград-Чанад.

## Население
Согласно данным переписи населения Австро-Венгрии 1910 года, из 615 151 человека, проживавшего в комитате, 199 750 человек (32,5 %) указали родным языком сербский, 165 779 человек (26,9 %) — немецкий, 128 405 человек (20,9 %) — венгерский, 86 937 человек (14,1 %) — румынский, 16 143 человека (2,6 %) — словацкий, 4203 человека (0,7 %) — хорватский, 13 934 человека указали в качестве родных другие языки.
Самыми распространёнными религиями в комитате были:
| Исповедание    | Последователи | Последователи                 |
| Исповедание    | Число         | Процент от населения комитата |
| -------------- | ------------- | ----------------------------- |
| православие    | 286 642       | 46,60 %                       |
| католичество   | 279 793       | 45,48 %                       |
| униаты         | 3828          | 0,62 %                        |
| лютеранство    | 24 905        | 4,05 %                        |
| кальвинизм     | 12 549        | 2,04 %                        |
| иудаизм        | 6114          | 0,99 %                        |
| другие         | 1320          | 0,24 %                        |
| всего учтённых | 615 151       | 100 %                         |

## Административное деление
В начале XX века в состав комитата входили следующие округа:
| Районы           | Районы                               |
| Округ            | Административный центр               |
| ---------------- | ------------------------------------ |
| Алибунар         | Алибунар (ныне Алибунар)             |
| Анталфальва      | Анталфальва (ныне Ковачица)          |
| Банлак           | Банлак (ныне Банлок)                 |
| Чене             | Чене (ныне Ченей)                    |
| Модош            | Модош (ныне Яша-Томич)               |
| Надьбечкерек     | Надьбечкерек (ныне Зренянин)         |
| Надькикинда      | Надькикинда (ныне Кикинда)           |
| Надьсентмиклош   | Надьсентмклош (ныне Сынниколау-Маре) |
| Панчова          | Панчова (ныне Панчево)               |
| Пардань          | Пардань (ныне Пардань)               |
| Перьямош         | Перьямош (ныне Перьям)               |
| Тёрёкбече        | Тёрёкбече (ныне Нови-Бечей)          |
| Тёрёкканижа      | Тёрёкканижа (ныне Нови-Кнежевац)     |
| Жомболя          | Жомболя (ныне Жимболия)              |
| Свободные города |                                      |
|                  | Панчова (ныне Панчево)               |
| Муниципалитеты   |                                      |
|                  | Надьбечкерек (ныне Зренянин)         |
|                  | Надькикинда (ныне Кикинда)           |